# 羅美洛
羅美洛（Alonso Garcia Romero，?—?），西班牙人，1634年，他接任阿爾卡拉索擔任西班牙雞籠長官，控制了北台灣雞籠（基隆）港口的行政與軍事。他駐紮地方約是社寮島(今和平島)的「聖救主(San Salvador)」城。他在任期間，為了防止南台灣的荷蘭進攻，並在今基隆「白米甕砲臺」一帶。繼續修築工事，並於今宜蘭興建St. Payo城堡。 （页面存档备份，存于）